# Gonomyia sobrina
Gonomyia sobrina är en tvåvingeart som beskrevs av Alexander 1920. Gonomyia sobrina ingår i släktet Gonomyia och familjen småharkrankar.
Artens utbredningsområde är Nigeria. Inga underarter finns listade i Catalogue of Life.